# Шукирсай
Шукирса́й (каз. Шұқырсай) — село у складі Келеського району Туркестанської області Казахстану. Входить до складу Біртілецького сільського округу.
Населення — 1998 осіб (2021; 1729 у 2009, 1257 у 1999, 1101 у 1989).